# Rocks Off
Rocks Off è la traccia d'apertura dell'album del 1972 Exile on Main St. del gruppo rock blues britannico The Rolling Stones. È stata pubblicata su singolo in Giappone.

## Il brano
Il brano rock che apre Exile on Main St. inizia con una progressione di riff in midtempo e con un cantato da parte di Mick Jagger letteralmente sepolto nel mixaggio, lasciando spazio al controcanto di Richards. Al minuto 2:11 la canzone subisce una rapida variazione, trasformandosi in un intermezzo dalle sonorità psichedeliche, con la voce di Jagger distorta e le chitarre in riverbero. La registrazione della traccia di base si protrasse fino all'alba, e anche lo stesso Keith Richards era crollato esausto addormentandosi. Il tecnico del suono Andy Johns, visto l'andazzo, prese l'auto e se ne tornò a casa pensando che la sessione fosse terminata. Arrivato a destinazione, sentì squillare il telefono: era Richards che gli diceva di tornare indietro in tutta fretta a Nellcôte perché gli era venuta l'ispirazione per terminare la canzone.

## Formazione
- Mick Jagger - voce raddoppiata
- Keith Richards - chitarra elettrica, cori
- Mick Taylor - chitarra elettrica
- Charlie Watts - batteria
- Bill Wyman - basso
- Nicky Hopkins - piano
- Bobby Keys - sax tenore
- Jim Price - tromba